# بچوگان
بچوگان، روستایی در دهستان گاوکان بخش رحمت‌آباد شهرستان ریگان در استان کرمان ایران است.

## جمعیت
بر پایه سرشماری عمومی نفوس و مسکن در سال ۱۳۹۵، جمعیت این روستا برابر با ۲۲ نفر (۷ خانوار) بوده است.